# چهکند گل
چَهکَند گُل روستایی در دهستان براکوه بخش جلگه ماژان شهرستان خوسف استان خراسان جنوبی ایران است. بر پایه سرشماری عمومی نفوس و مسکن در سال ۱۳۹۵ جمعیت این روستا ۱۹۲نفر (در ۷۴ خانوار) بوده است.